# Eric Wennæsius
Eric Wennæsius, född 1641 i Gävle, död i november 1684 i Stockholm, var en svensk poet och ämbetsman

## Biografi
Efter studier i Gävle trivialskola, där fadern var kollega, begav sig Wennæsius 1667 till Uppsala, där han huvudsakligen studerade klassiska språk, poesi och fornkunskap. Han slöt sig till andra litterärt intresserade i staden. Efter studierna fick han 1674 anställning vid Antikvitetskollegium, ett statligt verk som då fortfarande fanns i Uppsala. Han var först skrivare och han befordrades 1682 han till aktuarie och notarie. Två år senare avled han. 1680 skrev han sitt  namn i två äldre trycka lutböcker, vilket kan innebära att lutan var hans instrument. Övriga uppgifter om musikverksamhet saknas.

## Författarskap
Wennæsius var upphovsman till ett flertal skrifter, men de blev aldrig samlade och utgivna under hans livstid. Därför gick flera förlorade för eftervärlden, bland andra Gefleborgs läns beröm och Svartsjukan. Men han efterlämnade även en samling sonetter: Etthundrade Kling-Dichter, dels för gode vänner, dels vid andre tilfällen effter handen skrefne med dedikation till Urban Hjärne. Det är ett manuskript som förefaller ha blivit renskrivet och iordningställt för tryckning. Litteraturhistorikern Lorenzo Hammarsköld gav Wennæsius diktning ett hårt och nedsättande omdöme, såsom en av Georg Stiernhielms epigoner, som "endast slafviskt krupit i mästarens fotspår". Förlagsmannen Per Hanselli, som gav ut de omtalade sonetterna 1869, menade emellertid att Hammarskölds omdöme föreföll honom förhastat.